# Hans-Peter Weingand
Hans-Peter Weingand (* 1964) ist ein österreichischer Sachbuchautor und LGBT-Aktivist der Steiermark.

## Leben
Weingand erforschte die Geschichte der Glaubenskirche in Sankt Johann am Tauern während der letzten 200 Jahre und die der Technischen Hochschule Graz im Dritten Reich, schrieb eine Biographie des  Kärntner Räubers Simon Kramer, bezog im Fernsehfilm Leidenschaft und Verrat Stellung zur Person des Alfred Redl und beteiligte sich am Ausstellungsprojekt Büro der Erinnerungen des Universalmuseums Joanneum.
Weingand ist einer der wichtigsten Aktivisten für die Gleichstellung von Lesben und Schwulen in der Steiermark. 1991 initiierte er – mit der Gründung der Rosaroten Panther und deren Zeitschrift Buschtrommel – einen Neustart der Lesben- und Schwulenbewegung in der Steiermark, nachdem die HOSI Steiermark 1989 aufgelöst worden war: „Als wir den Verein gründeten, war die Bezeichnung Gray Panther gerade für Seniorenparteien sehr beliebt, dafür stand wiederum die afro-amerikanische Bürgerrechtsbewegung Black Panther Pate. Wir haben dann noch Pink Panther dazu gedacht und den Verein »Rosarote Panther« genannt. Seit 1997 heißen wir RosaLila PantherInnen, diese symbolische Einbeziehung des lesbischen Aspekts kam also erst später dazu.“
Weingand fungierte als Landessekretär und stellvertretender Bundesobmann der sozialdemokratischen Homosexuellenorganisation SoHo (Parteigruppe), an deren Gründung er beteiligt war, und war Leiter der Steiermark-Redaktion des österreichischen Schwulen- und Lesbenmagazins PRIDE. Er ist nach langjähriger Tätigkeit als Vereinskassier nach wie vor im Vorstand der RosaLila PantherInnen vertreten, nunmehr in beratender Funktion. Weingand war stets ein Vordenker der Szene, heute thematisiert er beispielsweise die Themen Regenbogenfamilie oder Migration und Homosexualität: „Das ist total spannend.“

„Es gibt eben manche, die meinen, dass Homosexualität eine Spielart der Natur sei, die so alt wie die Menschheit selbst ist. Andere wiederum glauben, man müsse nur beten, und dann verschwindet sie. Ich kann dazu nur sagen: Man hat bisher 450 Spezies gefunden, die Homosexualität kennen. Und nur eine homophobe: den Menschen. Was ist da natürlicher?“

In der Begründung für die Verleihung der G.A.L.A. 2008 an Weingand heißt es: „Legendär sind Weingands kulturhistorische Stadtführungen mit ihren zahlreichen Bezügen auf das Leben von Lesben und Schwulen in Graz.“

## Auszeichnung
- 2008 Gay and Lesbian Award (G.A.L.A.) der HOSI Linz
- 2014 Forschungspreis der AG Pro
- 2018 Sonderpreis der Christian Schölnast Volks- und Heimatkundeprivatstiftung
- 2022 Canorum Styriae-Forschungspreis

## Ausgewählte Publikationen

### Eigenständige Publikationen
- Die Technische Hochschule Graz im Dritten Reich. Graz: Hochschülerschaft an der Technischen Universität, 1988, 2., durchgesehene Auflage 1995.
- mit Werner Winkler: Diese Welt muss unser sein. Die sozialistischen Studierenden in Graz 1919–1991. Graz: Verein für Studentische Medien- und Kulturarbeit, 1992.
- 200 Jahre Glaubenskirche St. Johann, Tauern. Zur Geschichte des einzigen erhaltenen evangelischen Kirchenbaues der Toleranzzeit in der Steiermark. Gaishorn: Evangelische Pfarrgemeinde, 1994.
- Krapfenbäck Simerl. Leben und Sterben eines legendären Kärntner Räubers. Graz: Eigenverlag 1996; ergänzte und erweiterte Auflage 2009; 3., erweiterte Auflage 2010 (über Simon Kramer).
- mit Karin Pirolt und Kurt Zernig: Was wäre wenn? Eingetragene Partnerschaften von Lesben und Schwulen in Österreich. Vergleichende Darstellung der rechtlichen Instrumente für gleichgeschlechtliche Paare in Europa und eine Abschätzung der finanziellen Auswirkungen auf die öffentlichen Hände bei Einführung der eingetragenen Partnerschaft nach dänischem Muster in Österreich (= Edition Regenbogen – Studienreihe Homosexualität. Bd. 1). Im Auftrag des Ludwig-Boltzmann-Institutes zur Analyse wirtschaftspolitischer Aktivitäten. Graz: Rosalila PantherInnen, Wien 2000.
- Beitrag zur Homosexualität um 1900 in: Julius Zinner: Entspricht die Bestrafung der Homosexuellen unserem Rechtsempfinden? Österreichs erste Streitschrift eines Betroffenen. Die Neuauflage der Streitschrift erfolgt anlässlich „100 Jahre Homosexuellenbewegung in der Steiermark“. Graz: Rosalila PantherInnen, 2008.
- Der unbekannte Peter Rosegger. Graz: Clio 2018.
- Die KPÖ und der Februar 1934. Graz: Clio 2020.
- Queere Geschichte(n). Loseblattsammlung zur Grazer Stadtgeschichte mit 30 Blättern und einem Stadtplan. Graz: RosaLila PantherInnen, 2021.
- Sexualität und Öffentlichkeit im frühen 19. Jahrhundert. Forschungsprobleme, Sammlungsstrategien, Intermedialität am Beispiel von Liedern und Bildern aus Österreich. Ilmtal-Weinstraße: Jonas Verlag 2021 (= Grazer Beiträge zur europäischen Ethnologie 27).
- mit Eva Taxacher: Gemeinsam gedenken. Queere Verfolgungsgeschichte und intersektionales Gedenken in der Steiermark, Graz 2022.
- mit Robert Moretti: Der Honigmann von Riegersburg. Bemerkungen zur Biografie des Autors und Heimatforschers Christian Schölnast (1904–1997). Band 14: Schriften aus dem „Museum im Tabor“, Feldbach 2023.

### Beiträge
- mit Christian Klösch: Zur Lage der Studierenden in Graz im Jahr 1945. In: Historisches Jahrbuch der Stadt Graz. Bd. 25, 1994.
- Die Evangelischen am Tauern. In: Unsere Heimatgemeinde – unser Zuhause. Beiträge zur Geschichte unseres Heimatortes Hohentauern. Nr. 25 (1994).
- »Industriedenkmal Zwentendorf«: Zum Wandel von Technikbewußtsein in Österreich. In: Klaus Plitzner (Hrsg.): Technik – Politik – Identität. Funktionalisierung von Technik für die Ausbildung regionaler, sozialer und nationaler Selbstbilder in Österreich, Stuttgart 1995.
- St. Sebastian. Beiträge zur schwulen Ästhetik. In: Rosalila Buschtrommel (Graz), 1996, Heft 1, S. 9–12 https://www.dasquerform.at/archiv/
- Philipp Wilhelm von Hörnigks Gewerbestatistik von 1673. Ein Beitrag zur steirischen Wirtschaftsgeschichte. In: Blätter für Heimatkunde 69. 1995,3/4, S. 131–139.
- Gewerbestatistische Erhebungen in Kärnten und Krain im Jahre 1673. In: Carinthia 1.186.1996, S. 575-
- „Im Sumpfe der Großstadt.“ Männliche Homosexualität in Graz um 1900. In: Historisches Jahrbuch der Stadt Graz, 27/28, Graz 1998, 709–722.
- Vom Feuertod zu einem Monat Gefängnis. Gleichgeschlechtliche sexuelle Handlungen und Strafrecht in Österreich 1499–1803. In: Invertito. Bd. 1 (1999).
- „Mit einem Rückfall ist auf alle Fälle zu rechnen.“ Männliche Homosexualität und Kriminalbiologie am Beispiel der Universität Graz. In: Invertito. Bd. 4 (2002).
- „Halloween“ in österreichischen Printmedien. „Der Handel jubelt, die Trendforscher deuteln, die Traditionalisten jammern, die Kosmopoliten feiern.“. In: Editha Hörandner (Hrsg.): Halloween in der Steiermark und anderswo, Wien 2005.
- "Einer feindlich gesinnten Majorität entgegentreten" : Homosexuellen-Bewegung in der Steiermark, in: l[i]eben und Begehren zwischen Geschlecht und Identität. Landesmuseum Joanneum, Löcker: Wien 2010, S. 66–83.
- Anders l[i]eben. Ist Homosexualität ausstellbar? – Ja natürlich!. In: Die Stellwand. Zeitschrift für Museen und Sammlungen, Heft 1: Sozialgeschichte in Museen, Original versus Kopie : Jg. 19. – 2011, S. 15–16.
- Homosexualität und Kriminalstatistik in Österreich. In: Invertito. Bd. 13 (2011).
- „Auch in Österreich wird der Nacht einmal der Morgen folgen.“ Die Beseitigung des Totalverbots homosexueller Handlungen in Österreich durch die Strafrechtsreform 1971, in: Martin Gössl: Von der Unzucht zum Menschenrecht. Eine Quellensammlung zu lesbisch-schwulen Themen in den Debatten des österreichischen Nationalrats von 1945 bis 2002 Ed. Regenbogen 4, Wien u. a. 2011, S. 9–55.
- Der Skandal von Graz. In: Christian Marczik (Hrsg.): Tarnschriften – Verborgene Information. Graz: Ed. Keiper, 2012.
- mit Markus Wurzer: Innensichten und Außenblicke: Studentische NS-Aktivitäten in Graz und Leoben 1930–1938. In: Österreichische Hochschülerschaft (Hrsg.): Österreichische Hochschulen im 20. Jahrhundert. Austrofaschismus, Nationalsozialismus und die Folgen. Wien 2013.
- „Den leisen Schritt Carmillas …“ Wie die Vampire in die Steiermark kamen. In: Carmilla, der Vampir und wir. Wien 2014.
- Nationalsozialistische Studierende. „Österreichische Studenten in Not“ und „Vertreter des Dritten Reiches in Österreich“. In: Acta Studentica. Folge 188, Wien 2014.
- „Wie wir hören, ist der Führer höchst beglückt über dieses Denkmal.“ Neue Aspekte zur Geschichte des Linzer Burschenschafterturms. In: Acta Studentica. Folge 190, Wien 2014.
- mit Kleindienst, Fabian; Krenn, Lukas; Kunze, Eva: Macht zeigen – Sexualisierte Gewalt im Männergefängnis. Eine Befragung. In: Das Gefängnis. Kulturwissenschaftliche Perspektiven auf eine totale Institution, Zell am Moos 2014.
- „... daß dieses Laster mehr eine Religions Sache seye“. Gleichgeschlechtliche sexuelle Handlungen und Strafrecht in Österreich 1781–1852. In: Invertito. Bd. 16 (2015).
- „Stadt der Volkserhebung“. Nationalsozialistische Erinnerungskultur am Beispiel Graz, in: Historisches Jahrbuch der Stadt Graz, Bd. 44, Graz 2015, S. 211–226.
- „… wo sich die Schwulen trafen“ Der Grazer Stadtpark als Treffpunkt homosexueller Männer. Vom Tatort zum Erinnerungsort, in: Historisches Jahrbuch der Stadt Graz, Bd. 44, Graz 2015, S. 311–337.
- Viktor Geramb 1938 – 1945. Biographie als Inszenierung, in: Jahrbuch der steirischen Volkskultur 2015. Volkskultur Steiermark, Graz 2016, S. 240–255.
- Fünf populäre Irrtümer über den Trachtensaal. In: Unheimlich heimisch. Kulturwissenschaftliche BeTRACHTungen zur volkskundlich-musealen Inszenierung (= Grazer Beiträge zur Europäischen Ethnologie, Sonderband). Wien: Löcker 2016, S. 237–249.
- „Psycho- und Pathologen, richten Sie mich!“ „Queere“ Diskurse jenseits von Pathologisierung und Kriminalisierung um 1900. In: Kuckuck. Notizen zur Alltagskultur 31/1 (2016), S. 22–27.
- „… und keine Spur der Verstaubtheit haftet ihnen an.“ Eine Erfolgsgeschichte. In: Verein „Freunde des Volkskundemuseums“ (Hg.): „Schlichte und fromme Lieder sind es ...“. 100 Jahre Hirten- und Krippenlieder in der Antoniuskirche. Graz 2016, S. 43–94.
- „[…] in möglichst beschleunigtem Tempo und mit einem Schlag.“ Die ‚Säuberungen‘ 1938/39 am Beispiel der Grazer Hochschulen, in: Johannes Koll (Hrsg.): 'Säuberungen' an österreichischen Hochschulen 1934–1945. Voraussetzungen, Prozesse, Folgen, Böhlau Verlag: Wien/Köln/Weimar 2017, S. 345–364.
- „... ich lege alle Tage die verbotene Liebe zusammen...“ Gleichgeschlechtlich begehrende Frauen im Graz der Nachkriegszeit, in: GeschlechterGeschichten. Historisches Jahrbuch der Stadt Graz, Bd. 47, Graz 2017, S. 283–298.
- „Echte Erzeugnisse bodenständiger Heimatkunst“ Vorgeschichte, Aufbau und Entwicklung des steirischen Heimatwerks, in: Jahrbuch der steirischen Volkskultur 2017, Graz: Volkskultur Steiermark 2018, S. 160–187.
- Die Schwangerschaft des Soldaten Daniel Burghammer. Zum Umgang mit Intersexualität in öffentlichen Diskursen um 1600, in: Invertito. 20. Jg./2018 Hamburg 2019, 122–137.
- „Der Hanswurst in Grätz. Im Jahr 1835.“ Eine bisher unbekannte Stadt-Satire aus dem Biedermeier, in: Jahrbuch des Steiermärkischen Landesarchivs 2(2019), 173–183.
- „Sichtbarkeit burschenschaftlichen Gedankenguts im öffentlichen Raum“. Der Linzer „Burschenschafterturm“ und der Denkmalschutz, in: Acta Studentica. Österreichische Zeitschrift für Studentengeschichte 50, Folge 209 (Juni 2019), 12–15.
- „… bestand an der Grazer Lehrerbildungsanstalt eine Zelle nationalsozialistisch gesinnter Kameraden …“ Die Lehrer/innen-Ausbildung in der Steiermark im Ständestaat und unter dem NS-Regime, in: Elgrid Messner/Beatrix Karl/Regina Weitlaner (Hg.), 110 Jahre Lehrer/innenbildung am Hasnerplatz in Graz. Eine Festschrift (= Studienreihe der Pädagogischen Hochschule Steiermark, Sonderband), Graz/Wien 2019, 49–96.
- „Sonst ist es natürlich sehr still und einsam für mich, aber die Bücher helfen gut.“ Lily Weiser-Aall und ihre Handlungsräume im besetzten Norwegen 1940–1945, in: Schweizerisches Archiv für Volkskunde 115/2 (2019);2, S. 41–60.
- Der Galgen von Klagenfurt, in: Carinthia I. 2019, S. 307–312.
- Macht der Bilder, Macht der Mythen: 50 Jahre "Stonewall Riots". In: Invertito. 23. Jg./2021, Hamburg 2022, S. 12–52.
- Aspekte zur Entnazifizierung an der Karl-Franzens-Universität Graz bzw. „…nicht nur ein neues Studienjahr, sondern eine neue Epoche“. Notizen zur Entnazifizierung an der Technischen Hochschule Graz, in: Heimo Halbrainer / Susanne Korbel / Gerald Lamprecht (Hg.) Der „schwierige“ Umgang mit dem Nationalsozialismus an österreichischen Universitäten. Die Karl-Franzens-Universität Graz im Vergleich, Graz 2022, S. 41–67 bzw. S. 331–343.
- Sexualität und Öffentlichkeit im frühen 19. Jahrhundert. Forschungsprobleme, Sammlungsstrategien, Intermedialität am Beispiel von Liedern und Bildern aus Österreich (=Grazer Beiträge zur europäischen Ethnologie 27, Ilmtal-Weinstraße 2021).
- »schmuzzige Zotten und Possen«. Diskurse über Sexualitäten in Österreichs Tanzliedern im frühen 19. Jahrhundert, in: Hamburger Journal für Kulturanthropologie 15/2022, 517–532.
- Antiklerikales Liedgut in Österreich. Eine Neulandvermessung, in: Jahrbuch für Mitteleuropäische Studien 2020/2021, 134–173.
- »...durch die Impfung dem Antichrist, oder Teufel verschrieben«. Neue Quellen zur Pockenimpfung in Steiermark und Kärnten vor 1850, in: Jahrbuch des Steiermärkischen Landesarchivs 5/2022, 147–158.
- Armut, Gesundheit, Prostitution. Die Mur in Graz als „merkwürdige Grenze“ zwischen Fakten und tradierter Fiktion, in: Nikolaus Reisinger/Andreas Weigl (Hrsg.), Grenzen in und um die Stadt (Beiträge zur Geschichte der Städte Mitteleuropas 31, Innsbruck 2024), 183–192.
- Die KPÖ im Februar 1934 im Spiegel interner Berichte, in: Mitteilungen der Alfred Klahr Gesellschaft 31, 1/2024, 11–15. https://www.klahrgesellschaft.at/Mitteilungen/Weingand_1_24.pdf
- Die Leiden des jungen Rosegger, in: Peter Rosegger, Gabriel Mondfels. Ein Jugendleben. Peter Roseggers erstes/letztes Buch. Vorgelegt und durchgehend kommentiert von Hans-Peter Weingand (Veröffentlichungen der Steiermärkischen Landesbibliothek 47, Graz 2024), 253–268.
- Partnerschafts- und Familienrecht, in: Befreiter Regenbogen. Die Beseitigung von Verfolgung und Diskriminierung in Österreich 1945–2024. Herausgegeben von QWIEN – Zentrum für queere Geschichte im Auftrag des Bundesministeriums für Justiz. Wien 2024, 93–107. https://www.bmj.gv.at/themen/Fokusthemen/Befreiter-Regenbogen.html
- „So starb eine Partei“, in: Bündnis 12. Februar (Hg.), Austrofaschismus und Februarkämpfe, Wien 2025, 317–332.
- Internationale Solidarität. Die Hilfe für Schutzbundfamilien durch Gewerkschaften und sozialdemokratische Parteien, in: Werner Anzenberger / Heimo Halbrainer / Hans-Peter Weingand (Hg.): Österreich 1933/34 – Eine politische Zäsur im europäischen Kontext, Graz 2025, 137–159.
- Peter Rosegger: Double Feature, in: steirischer herbst '24 : Horror patriae, Berlin: Hatje Cantz [2025] 61–70.